# Traversata nera
Pour plus de détails, voir Fiche technique et Distribution.
Traversata nera est un film dramatique italien écrit et réalisé par Domenico Gambino et sorti en 1939. 

## Synopsis
A bord d'un navire de croisière, un passager, qui laisse une boite de valeur sous la vigilance du capitane, se fait assassiner dans la nuit. On entame alors des recherches pour retrouver l'assassin.

## Fiche technique
- Titre original : Traversata nera
- Réalisation : Domenico Gambino
- Scénario : Sergio Amidei, Domenico Gambino, Bruno Corra
- Photographie : Carlo Nebiolo, Tommaso Kemeneffy
- Montage : Mario Serandrei
- Musique : Costantino Ferri
- Costumes :
- Pays d'origine : Royaume d'Italie
- Langue originale : italien
- Format : noir et blanc
- Genre : dramatique, espionnage
- Durée : 88 minutes
- Dates de sortie :
  - Royaume d'Italie : 12 août 1939

## Distribution
- Camillo Pilotto  : capitaine Dixon
- Germana Paolieri  : Manuela Perez
- Dria Paola  : Alina
- Mario Ferrari  : Bruce Brook, commissaire de bord
- Lola Braccini  : Miss Geraldine Grey
- Renato Cialente  : Sir Robert Jameson
- Carlo Lombardi  : Christopoulos, le levantin
- Guglielmo Sinaz  : Mateo Vasquez
- Antonio Gradoli  : Morris, le premier officier
- Roberto Bianchi Montero  : Peter, marin (comme Roberto Bianchi)
- Felice Minotti  : Singerson, le machiniste
- Primo Carnera  : Kees, muet
- Dagoberto Cini  : Anton, majordome anglais
- Carlo Duse
- Renzo Merusi  :
- Wang Tse Cheng  : Cin-Fum, le boy chinois